# Cupriavidus pampae
Cupriavidus pampae es una bacteria gramnegativa, oxidasa y catalasa positiva, aeróbica, no formadora de esporas, del género Cupriavidus de la familia Burkholderiaceae. Fue aislada del suelo agrícola de la región de Pampa húmeda en Argentina.